# یواس‌اس جان سیلی (اس‌پی-۵۶۸)
یواس‌اس جان سیلی (اس‌پی-۵۶۸) (به انگلیسی: USS John Sealy (SP-568)) یک کشتی بود که طول آن ۸۸ فوت ۱۰ اینچ (۲۷٫۰۸ متر) بود. این کشتی  در سال ۱۹۱۰ ساخته شد.